# Valorisation des déchets en matière plastique

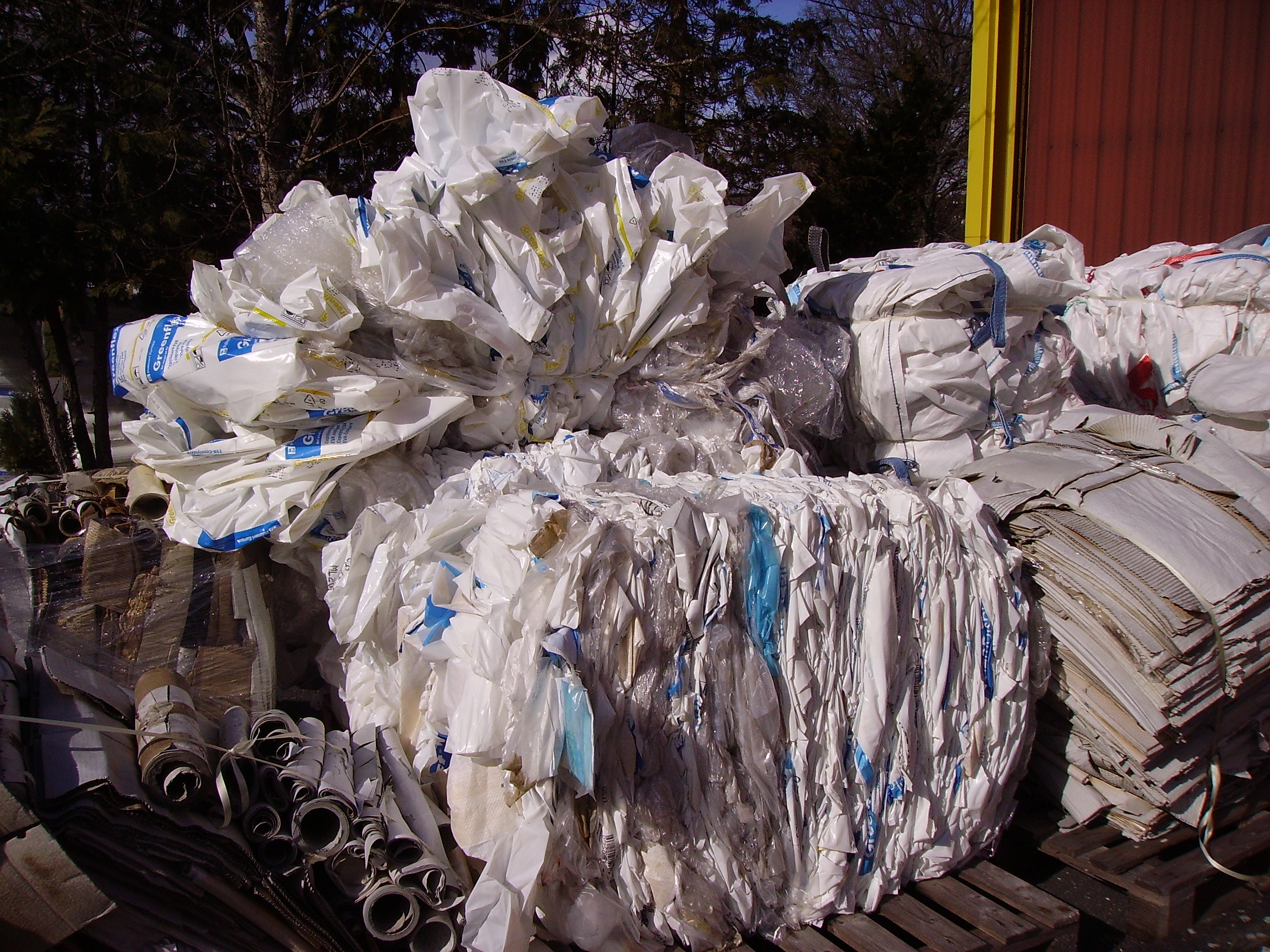
Déchets banals industriels triés : sacs plastiques en attente d'être transportés pour retraitement.

La valorisation des déchets en matière plastique est l’ensemble des opérations dont le but consiste à donner à ces déchets une nouvelle valeur d’usage.

## Valorisation énergétique
La valorisation énergétique consiste à transformer un déchet en énergie thermique et ceci grâce à son potentiel calorifique. Cette énergie est utilisée pour la production de chaleur et/ou d'électricité.
La valorisation énergétique s'applique à tous les types de plastiques et surtout à ceux qui n'ont pas été triés ou qui ont été contaminés par d’autres déchets ou qui sont composés d'un mélange de polymères.
L’incinération des ordures ménagères est parfois aidée par la présence des déchets plastiques, sans lesquels il faudrait injecter dans l’incinérateur du fioul pour permettre une bonne combustion.
L'injection de résidus de matière plastique a été testée à l'échelle industrielle sur des hauts fourneaux, comme substituts partiels au coke. Ces déchets, finement découpés (6 × 9 mm2), sont injectés au niveau des tuyères à vent chaud, où ils brûlent instantanément en générant les gaz réducteurs (le monoxyde de carbone) nécessaires au procédé. Un kilogramme de matière plastique peut remplacer environ 0,75 kg de coke. Mais, pour des raisons chimiques, l'injection de plastique ne peut pas dépasser un taux de 70 kg/t de fonte produite au haut fourneau, sachant que les besoins en coke d'un haut fourneau sont de 470 kg/t de fonte. Ce type d'injection n'est donc utilisé, selon le contexte économique et technique, qu'en complément d'autres injections (charbon, gaz naturel…).

## Valorisation matière ou recyclage

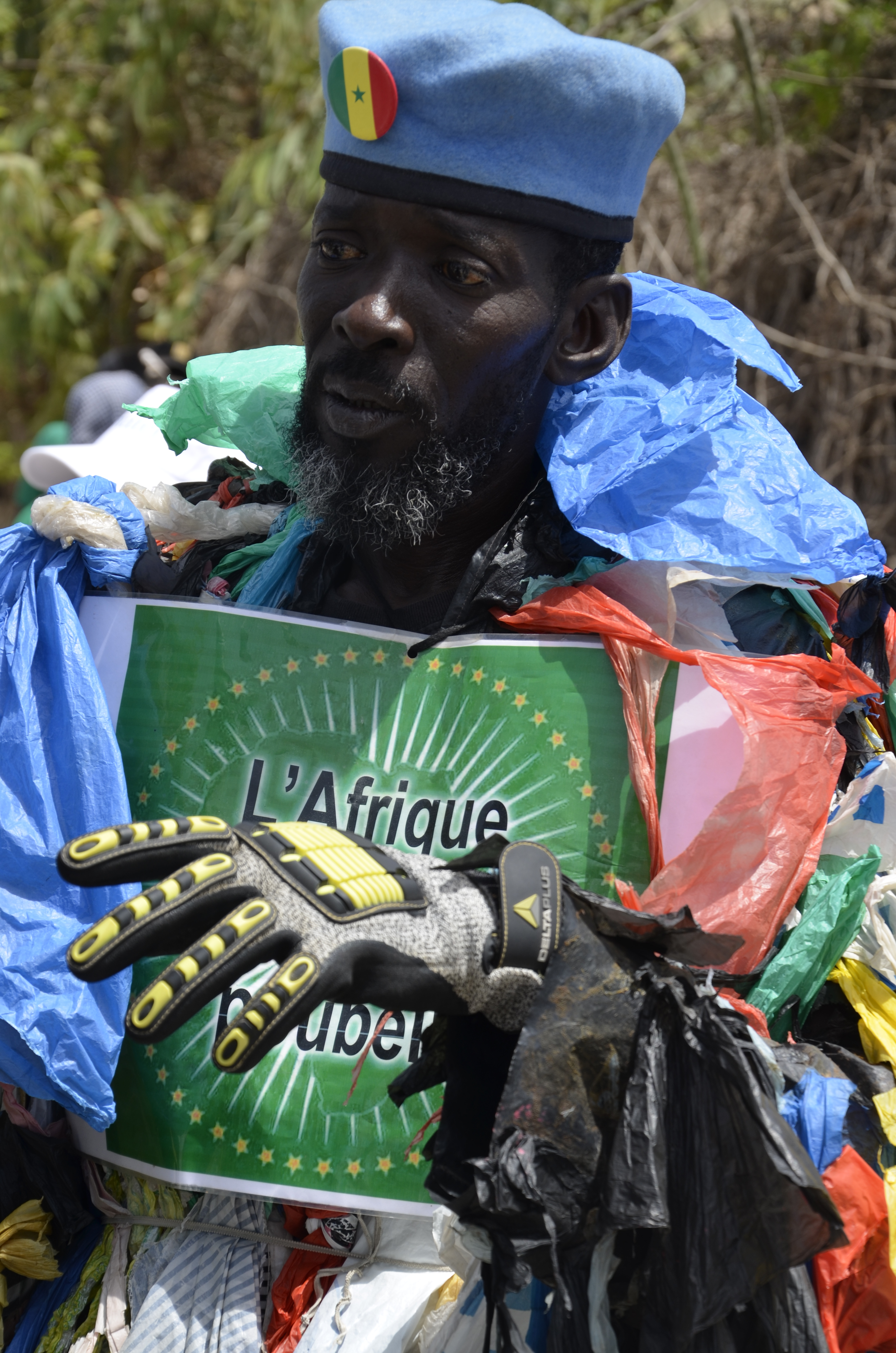
Cet artiste du Sénégal crée un déguisement entièrement composé de sachet plastique pour travailler à la sensibilisation des personnes aux dangers de la Pollution par le plastique.

Le recyclage est un procédé de traitement des matériaux qui permet de réintroduire la matière du déchet, sans destruction de sa structure chimique, dans la production d’un nouvel objet. Le recyclage du plastique présente deux contraintes :
- le plastique est récupéré sous forme d'objets qu'il faut transformer avant tout traitement[3] ;
- la formulation du plastique contient en plus du polymère principal des additifs et des charges.

Le recyclage s'applique surtout aux matériaux thermoplastiques.
Il est possible de recycler les déchets en matières plastiques après leur fragmentation (recyclage mécanique) ou après leur dissolution.

### Recyclage mécanique
Les plastiques utilisés dans ce cas sont ceux qui ont été triés et qui n'ont pas été contaminés.
Les déchets sont triés, lavés (si nécessaire) et fragmentés par broyage et éventuellement par micronisation, puis séchés. Ces fragments sont ensuite utilisés directement ou après compoundage par extrusion suivi par une granulation.
Pour les exemples de ce type de recyclage, voir Code d'identification des résines.

### Recyclage après dissolution
Les plastiques utilisés dans ce cas sont ceux qui ont été contaminés par mélange à d’autres plastiques ou à d’autres déchets.
En plus des étapes listées précédemment pour le recyclage mécanique, les déchets en matière plastique doivent subir les étapes suivantes :
- dissolution du polymère principal de manière sélective dans un solvant organique ou un fluide supercritique ;
- séparation du solvant et du polymère des matières secondaires non dissoutes ;
- précipitation du polymère et élimination du solvant ;
- séchage des particules de polymère.

L'exemple le plus connu de ce type de recyclage est la méthode Vinyloop pour le PVC.

## Valorisation chimique
On parle de valorisation chimique lorsque les polymères de base des plastiques sont dissociés pour donner des composés chimiques utilisables pour de nouvelles applications. Ces composés peuvent être les monomères, on parle alors de dépolymérisation, d'autres molécules de petite taille ou bien des oligomères.
La valorisation chimique s’applique aux matériaux thermoplastiques et thermodurcissables. Elle a lieu par chauffage ou par ajout de réactifs.

### Thermolyse
La thermolyse s’applique aux polymères synthétisés par polymérisation en chaîne. Comme exemples de thermolyse on peut citer :
- la pyrolyse : réaction de décomposition thermique à 500 °C et sous pression réduite ;
- l'hydrogénation : réaction avec du dihydrogène à 450 °C et sous une pression de 200 bar ;
- la gazéification : réaction d’oxydation partielle en continu sous pression.

### Ajout de réactifs chimiques
Cette méthode s’applique aux polymères synthétisés par polymérisation par étapes. Le réactif peut être :
- le solvant : on parle alors de solvolyse : hydrolyse (eau), aminolyse (amine), ammonolyse (ammoniaque), glycolyse (éthylène glycol), méthanolyse (méthanol)[5]. La solvolyse du polytéréphtalate d'éthylène (PET) peut par exemple donner :
  - l’acide téréphtalique par hydrolyse en milieu basique (hydroxyde de sodium),
  - le téréphtalate de bis(2-hydroxyéthyle) par glycolyse,
  - le téréphtalate de diméthyle par méthanolyse ;
- autre que le solvant :
  - un acide,
  - un ester de carbonate comme le carbonate de diphényle.

## Valorisation biologique
La valorisation biologique a lieu à partir de plastiques biodégradables grâce à des micro-organismes. Le traitement peut être :
- aérobique (compostage) : en présence d'oxygène, les micro-organismes produisent des résidus organiques stabilisés, du dioxyde de carbone et de l'eau ;
- anaérobique (digestion) : en l'absence d'oxygène, les micro-organismes produisent des résidus organiques stabilisés, du méthane, du dioxyde de carbone et de l'eau.

Cette dégradation peut avoir lieu aussi par photolyse. On parle alors de photodégradation.

## État des lieux de la valorisation et du recyclage dans le monde
Une étude publiée en juillet 2017 dans la revue scientifique Science Advances recense la totalité des matières plastiques produites depuis l'origine : sur les 8,3 milliards de tonnes métriques produites, 6,3 milliards se sont transformées en déchets plastiques ; seuls 9 % de ces déchets ont été recyclés et 12 % incinérés. L'immense majorité, soit 79 %, est en train de s'accumuler sur les sites d'enfouissement des déchets ou se répand dans la nature sous forme de détritus.

### Europe
La production de matières plastiques de l'Union européenne a augmenté de 10,2 % en 2021 ; elle dépasse de 4,7 % celle de 2019, après sa chute durant la crise du Covid-19. Le taux de recyclage des déchets plastiques atteint 35 % ; la France est l'un des pays où ce taux est le plus faible : 25 % ; seuls Malte, la Bulgarie, la Hongrie et la Finlande ont un taux inférieur, alors que l'Espagne recycle 43 % de ses déchets plastiques, l'Allemagne 42 %, le Royaume-Uni 37 % et l'Italie 34 %. La France a un taux de valorisation énergétique de 44 %, mais 31 % de ces déchets sont mis en décharge, proportion bien supérieure à la moyenne du continent : 23 %, alors que ce taux est proche de zéro en Allemagne, en Belgique et dans les pays scandinaves. Les exportations de déchets plastiques hors du continent de l'Union européenne et de la Grande-Bretagne sont tombées à 1,6 million de tonnes en 2020, moitié moins en quatre ans.
Après une forte baisse de la production dans le monde (liée à la crise de 2008), la production mondiale de plastique a repris, et de 2013 à 2015 la consommation de matière plastique a encore augmenté dans presque tous les pays européens avec au total 49 millions de tonnes de plastique utilisés (à 70 % par cinq pays qui sont par ordre d'importance l'Allemagne (24,6 %), l'Italie (14,3 %), la France (9,6 %), le Royaume-Uni (7,5 %), l'Espagne (7,7 %) et la Pologne (6,3 %), l'Europe s'est fixé comme objectif 50 % d'emballages plastiques recyclés en 2025 et 55 % en 2030.
Sur ce continent (qui consomme une grande quantité de plastique), selon les chiffres de PlasticsEurope, il a fallu attendre 2016 pour que « pour la première fois, le taux de recyclage a dépassé la mise en décharge ». Cette année-là, six pays européens ont même approché les 100 % de valorisation : la Suisse avec 99,8 % des déchets plastiques valorisés par recyclage ou incinération avec récupération de chaleur), l'Autriche (99,5 %), l'Allemagne, les Pays-Bas, la Suède (99,2 %), et le Danemark (98,5 %). Ces pays disposent tous d'une réglementation restreignant fortement toute mise en décharge. 
Selon la même source l'Europe valorise globalement 72,7 % de ses 25 millions de tonnes de déchets plastiques (recyclage + incinération), mais seulement 31,1 % des plastiques collectés en Europe étaient recyclés en 2016 (chiffres comprenant les exportations de déchets plastiques hors UE), et moins de 30 % en 2017 (selon la Commission européenne (2018)).
Début 2018, la Commission a annoncé vouloir réduire les plastiques à usage unique et que tous les plastiques d'emballages mis sur le marché européen soient recyclables avant 2030 (grâce au financement de l'innovation). L'utilisation intentionnelle de microplastiques doit aussi être réduite pour réduire la production de déchets marins. (« De nouvelles règles sur les installations de réception portuaires s’attaqueront aux déchets marins. Elles comprendront des mesures pour veiller à ce que les déchets générés sur les navires ou accumulés en mer ne soient pas abandonnés mais ramenés à terre et traités de manière adéquate. Elles comprendront également des mesures destinées à réduire la charge administrative sur les ports, les navires et les autorités compétentes »). 
PlasticsEurope, représentant l'industrie du plastique, a immédiatement salué cette stratégie et annoncé pour mi-2018 un « programme d’engagement volontaire Plastics 2030 » (60 % de réutilisation et recyclage avant 2030, « ce qui conduira à atteindre 100 % de réutilisation, de recyclage et/ou de valorisation des emballages plastique en 2040 dans l’UE » selon ce syndicat).

#### En France

##### Réglementation
En juillet 2019, le projet de loi économie circulaire passera en conseil des ministres, pour accroître le recyclage et respecter les objectifs européens, dont celui de 90 % de collecte des bouteilles en plastique en 2025. Or seules 57 % des bouteilles de boissons sont collectées (une sur dix à Paris), les poubelles de l'espace public (voiries, gares, etc.) allant en incinération ou en décharge. Le projet de loi ouvre la porte à la consigne. Toutefois, les centres de tri des collectivités locales perdront leur modèle économique si le bac de collecte sélective se vide. Le recyclage du plastique regorge de défis techniques, du fait de la variété des résines concernées, allant du PET (la résine incolore des bouteilles d'eau, la plus recyclable) au polystyrène des pots de yaourt (un casse-tête technique), sans compter les additifs perturbant le recyclage (le dioxyde de titane pour un PET blanc opaque, le noir de carbone pour des barquettes alimentaires noires, etc.) et les emballages in-recyclables car conjuguant plusieurs résines.
En 2018 le gouvernement doit publier une feuille de route de l'économie circulaire rédigée avec le monde industriel prévoyant 100 % de recyclage des plastiques en 2025. Mais début 2018, la France est encore au 15e rang sur 30 en Europe pour la valorisation des plastiques et « l'objectif du gouvernement français de 100 % des déchets plastiques recyclés en 2025 est "peu envisageable » selon PlasticsEurope (fédération européenne des recycleurs de plastique). En 2017, environ 65,7 % des plastiques étaient valorisés en fin de vie (surtout en incinération) selon le bilan dressé tous les deux ans par PlasticsEurope. Mais pour le taux de recyclage, la France est parmi les derniers en Europe (25e place avec 22,2 % seulement du plastique qui est recyclé)
PlasticsEurope estime qu'une généralisation de la consigne de tri de tous les emballages plastiques et le décret « 5 flux » obligeant les acteurs économiques à trier les déchets recyclables devrait aider la France à améliorer le recyclage.
Le 2 juillet 2018, la secrétaire d'État à la Transition écologique Brune Poirson a fait le bilan des propositions des industriels pour recycler 100 % des plastiques en 2025 et accroître d'une manière générale le recyclage des matériaux : sur les 3,6 millions de tonnes de plastique mises sur le marché chaque année en France, à ce jour seulement 300 000 tonnes sont recyclées ; les engagements pris par les industriels correspondent à 275 000 tonnes de plastique supplémentaires réincorporée d'ici 2025 ; pour elle, « c'est bien mais ce n'est pas suffisant : il reste 3 millions de tonnes de plastique qu'on incinère ou qu'on enfouit » ; elle a donc appelé à déposer d'autres propositions dans les prochains mois et annonce la création d'un comité de suivi chargé de veiller à la mise en œuvre effective des engagements et travailler à lever les freins identifiés, en particulier les freins réglementaires.
Après un temps d'essais conduits en 2017, le Syndicat national des régénérateurs de matières plastiques (SRP) a annoncé (mi-2018) qu'il pouvait désormais généraliser la remise des certificats d'économie carbone aux acteurs utilisant des plastiques recyclés dans leur production. Selon un communiqué du 16 janvier 2018, presque 10 000 certificats ont été produits à ce jour (équivalence : 300 000 tonnes de CO2éq. économisées).

##### Innovations
Une entreprise de Strasbourg, Soprema, inaugure en juillet 2019 une usine qui recycle des déchets jusqu'ici non recyclables : bouteilles en résine PET opaque et emballages complexes tels que les barquettes en PET multicouches. Le procédé est chimique : dépolymérisation, filtrage des impuretés (colorants, additifs, colle, etc.), puis repolymérisation ; le polyol ainsi obtenu est utilisé pour produire des panneaux isolants en mousse de polyuréthane.
Deux groupes français recyclent depuis 2015 les films plastiques qui étaient auparavant envoyés à l’export : les groupes Machaon (Chalons en Champagne) et Barbier (Monistrol-sur-Loire).
En janvier 2022, deux projets d'usines de recyclage chimique de grande taille sont annoncés dans le cadre du programme d'attractivité « Choose France » : l'entreprise québécoise Loop Industries, alliée à Suez, va investir 250 millions € dans une usine de 70 000 tonnes par an, capacité inédite en France, et le chimiste américain Eastman investira 850 millions € dans une usine de 160 000 tonnes de capacité, qui sera la plus grande usine du genre au monde. Les deux projets utiliseront un solvant, le méthanol, pour recycler la résine PET ; cette technique permet d'abaisser de 80 % les émissions de CO2 par rapport à la production de PET vierge.
En janvier 2024, la PME Bourgogne Recyclage inaugure à Ruffey-lès-Beaune (Côte-d'Or) le premier des trois « centres de surtri » choisis par Citeo. Ce centre, équipé de 15 machines de tri optique, est capable de traiter 7 flux de plastiques, avec une capacité de production annuelle de 30 000 tonnes. Son contrat avec Citeo lui fixe l'objectif de trier 95 % des pots de yaourt captés puis envoyés au recyclage. Le second centre s'est ouvert à Epinal (Vosges), exploité par Suez avec une capacité de production de 25 000 tonnes par an. Le troisième est prévu à Mende (Lozère), exploité par une PME indépendante, Environnement Massif Central, doit ouvrir en novembre 2024 avec une capacité de 15 000 tonnes.

### États-Unis
Jusqu'au début de 2018, les États-Unis exportaient une grande part de leurs déchets recyclables vers la Chine, comme nombre de pays européens. Mais Pékin a brusquement changé de politique et cessé d'importer les déchets du reste du monde dans le cadre de nouvelles mesures antipollution. Une partie des flux a été déroutée vers d'autres pays d'Asie du Sud-Est comme le Vietnam, la Thaïlande, l'Indonésie ou la Malaisie, mais ces pays, submergés, commencent à leur tour à  renvoyer au destinataire des chargements de déchets plastiques qu'ils n'ont plus la capacité de traiter. Les États-Unis, qui n'ont pas d'objectif de recyclage au niveau fédéral, ont une  préférence historique pour les décharges, solution la moins coûteuse, où sont enterrées plus de 50 % des quelque 262 millions de tonnes de déchets ménagers chaque année (+60 % par rapport à 1985). Selon l'Agence de protection de l'environnement, seul un quart des déchets sont recyclés, dont un tiers était jusqu'à récemment exporté vers la Chine. Depuis janvier 2018, le plastique et le papier dont la Chine ne veut plus aboutissent dans les gigantesques décharges nombreuses dans le pays.

### Chine
Le contexte mondial et européen du recyclage du plastique est tributaire du contexte chinois. En effet, l'Europe exporte la moitié de ses déchets recyclables, dont  87 % vers la Chine. Et la Chine a décidé qu'à partir du 1er janvier 2018, elle n'accepterait plus aucun déchet plastique venant de l'étranger, refusant ainsi d'être la poubelle du monde.

## Effets négatifs
Une étude pilote publiée en 2023 révèle qu'un centre de valorisation peut relâcher une énorme quantité de microplastiques dans l'environnement. Les résultats préliminaires ne concernent qu'un centre, mais celui-ci était nouveau et situé aux États-Unis, et pouvait relâcher plus de 3000 tonnes de microplastiques par an dans l'eau.